# When I Find Love Again
When I Find Love Again reprezintă cel de-al patrulea single din cel de-al treilea album al lui James Blunt, Moon Landing. Single-ul a fost lansat pe 9 septembrie 2014 și, de asmemenea, face parte din noua versiune a albumului, Special Appolo Edition.